# Guishan Guanyin
Estátua Guishan
O Guishan Guanyin das cem mãos e olhos é uma estátua que está localizada em Ningxiang, provincia de Hunan, sendo a 4a estatua mais alta na China e a 7a mais alta do mundo. É um monumento de bronze dourada que representa Avalokiteshvara e tem uma altura de 99 m. O governo de Jingshan, com a ajuda dos comércios locais e organizações religiosas, investiram 260 milhões de yuan para completar a construção em 2009.

## Lenda e significado
Seu nome original é Guan Shi Yin, que significa “Aquela que escuta as reclamações do mundo”. Guanyin é uma bodisatva associado à compaixão. Guanyin, Guan Yin ou Kuan Yin são  as traduções chinesas mais usadas do bodhisattva conhecido como Avalokiteshvara.
A lenda diz que Avalokiteshvara, ao ver as pessoas sofrendo no inferno, fez a promessa de só atingir a iluminação com os outros budas quando esvaziasse completamente o local. Buda Amitaba, um dos 5 budas da meditação, então perguntou-lhe qual castigo sofreria caso falhasse. Respondeu que sua cabeça seria cortada ao meio caso não conseguisse. Não conseguiu cumprir a promessa, já que não paravam de ir pessoas ao inferno. Amitaba então bateu em sua cabeça e ela se partiu, nascendo em seguida mais cabeças e mais braços, para que Avalokiteshvara pudesse ver e acudir o número imenso de seres presos nos infernos com seus 100 braços.